# Place du Cardinal-Luçon
La place du cardinal Luçon, en plein cœur de Reims, forme le parvis de la cathédrale. Son marché de Noël, accueilli depuis 2016 est le 3e plus important de la France.

## Situation et accès
Au cœur de la ville de Reims elle était déjà proche du point de rencontre du cardo et du decumanus de Durocortorum. La place est piétonne et les rues Rockfeller, des Fuseliers, du Trésor et Tronson-du-Coudray la desservent.

## Origine du nom
Après s'être appelée place du Parvis Notre Dame d'après un plan de 1843, elle porte depuis 1931, le nom de Louis-Joseph Luçon en hommage à son rôle notamment lors de la Première Guerre mondiale.

## Historique
Cette place est un lieu important depuis l'installation du palais romain et des bains.
Agrandie au cours des siècles, elle est actuellement entourée du palais de Justice au nord et son petit jardin, du point d'information culturel « le Trésor », lieu culturel destiné aux habitants et aux touristes, de la cathédrale de Reims pour l'est, et du théâtre et de la Médiathèque Jean Falala à l'ouest.
Une fontaine dite aussi fontaine Godinot (construite au XVIIIe siècle), disparue aujourd'hui, était située contre la facade de la cathédrale, sur la place dénommée à l'époque Parvis Notre Dame,
En 1896, une statue équestre de Jeanne d'Arc a été installée au centre de la place et inaugurée par le président de la République de l'époque, Félix Faure, le 14 juillet 1896. Elle a ensuite été déplacée au palais du Tau et à nouveau pour être placée, aujourd'hui, en bordure du jardin (Square du Palais de justice).
Cette place a fait l'objet d'un ré-aménagement en 2007. A cette occasion, des fouilles réalisées par l'INRAP ont révélé la présence d'un cimetière inédit du début du Moyen Âge.

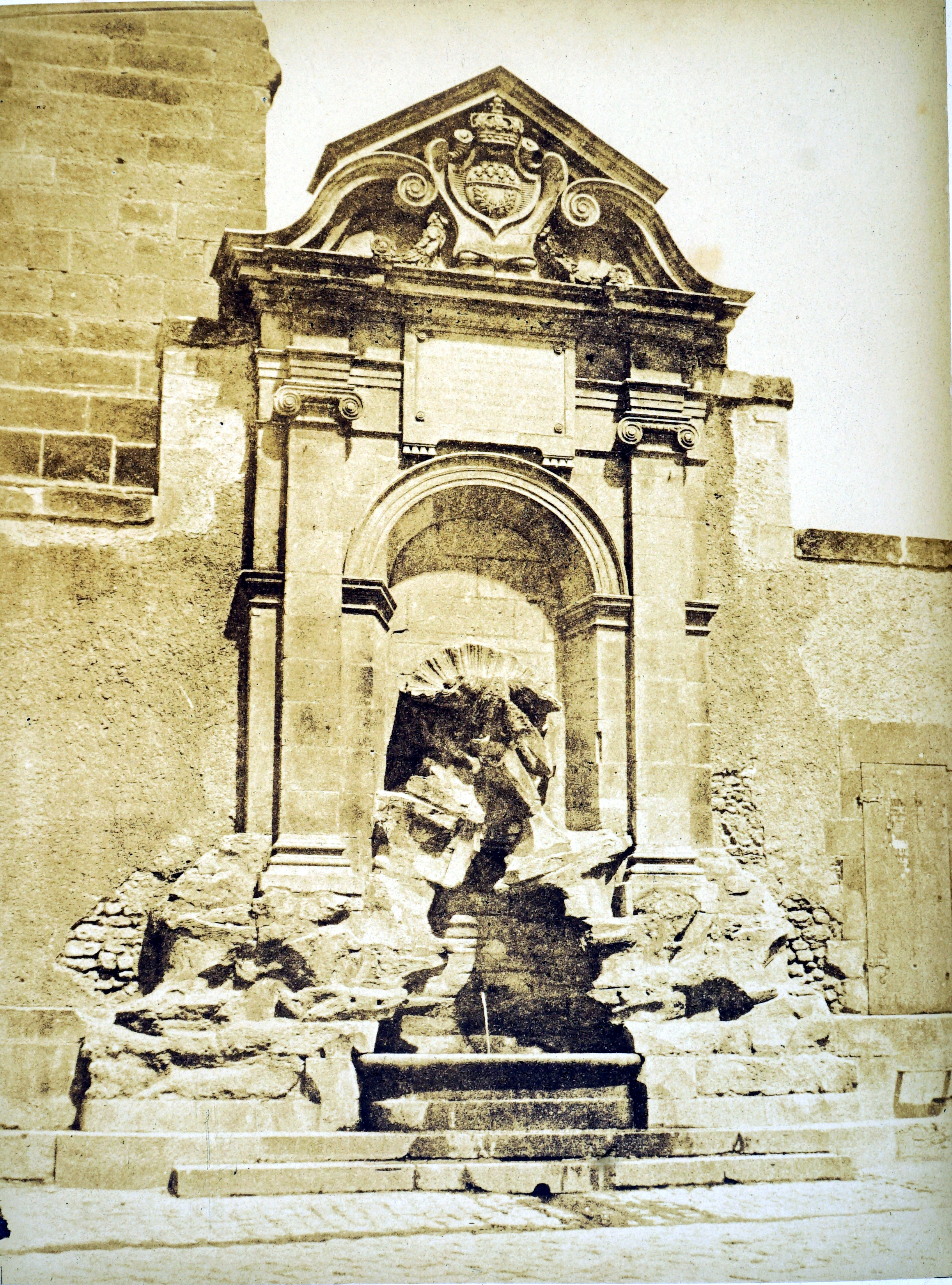
Ancienne fontaine,
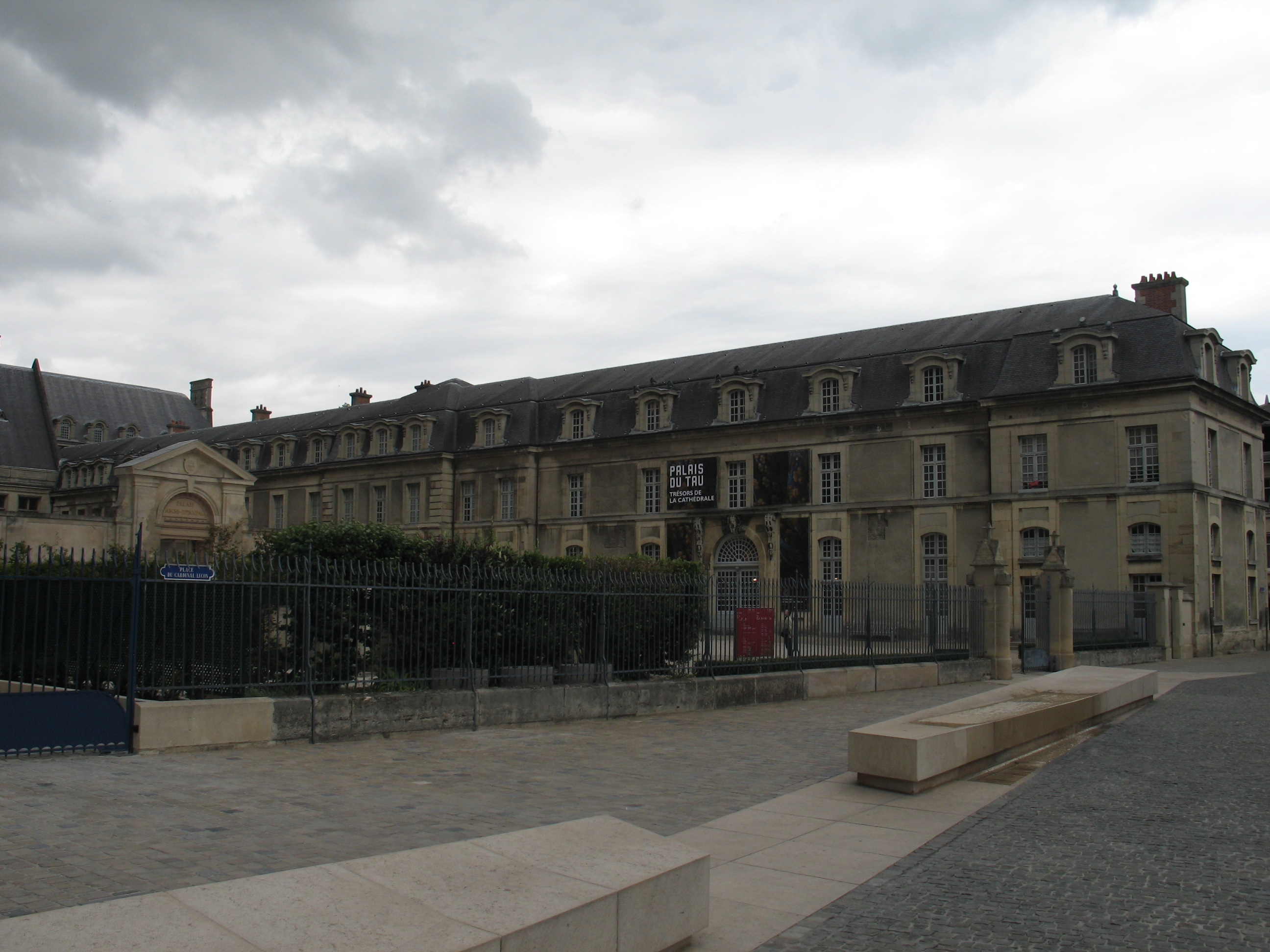
fontaine actuelle,
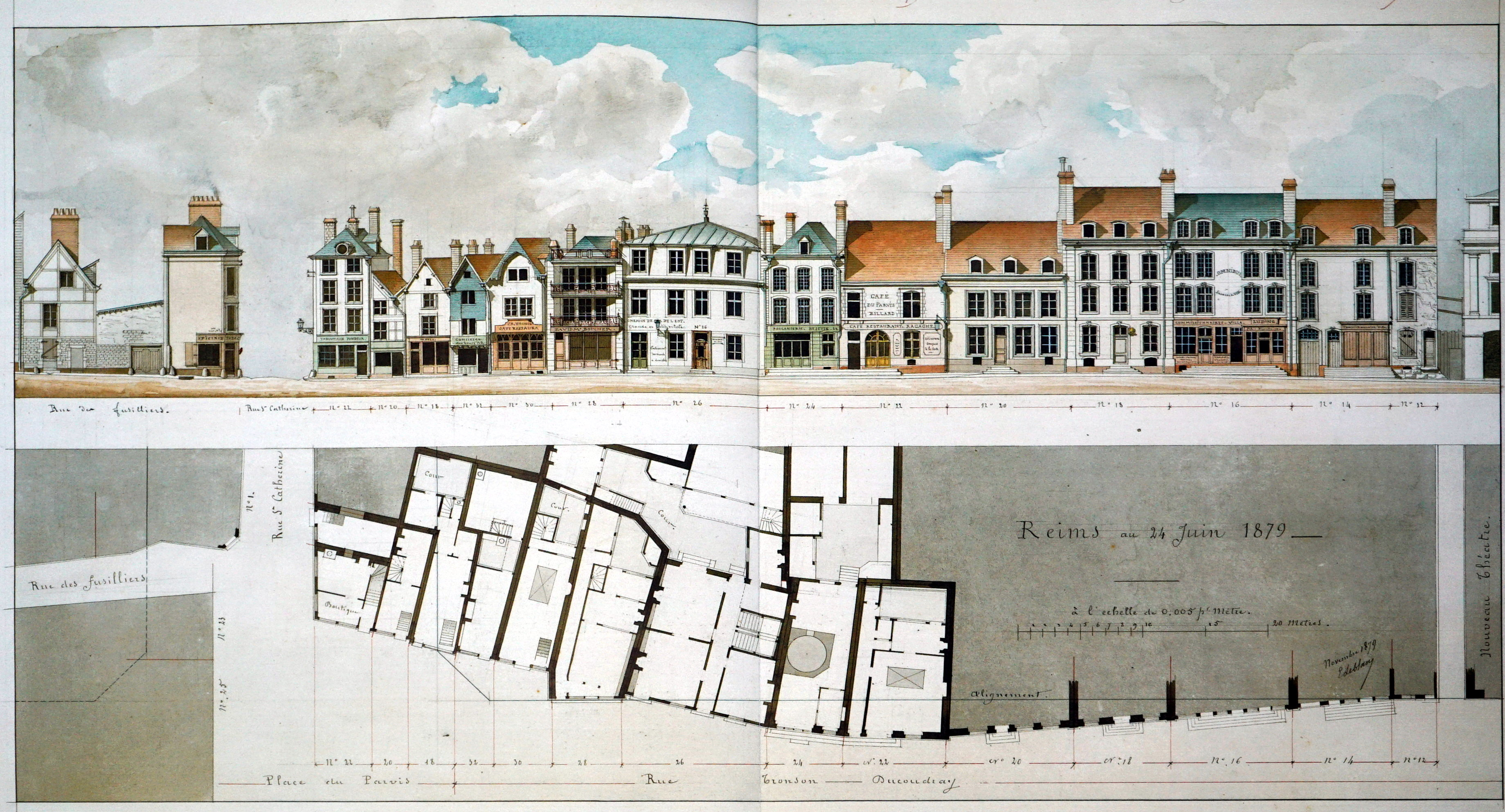
face ouest en 1879 par Leblan,
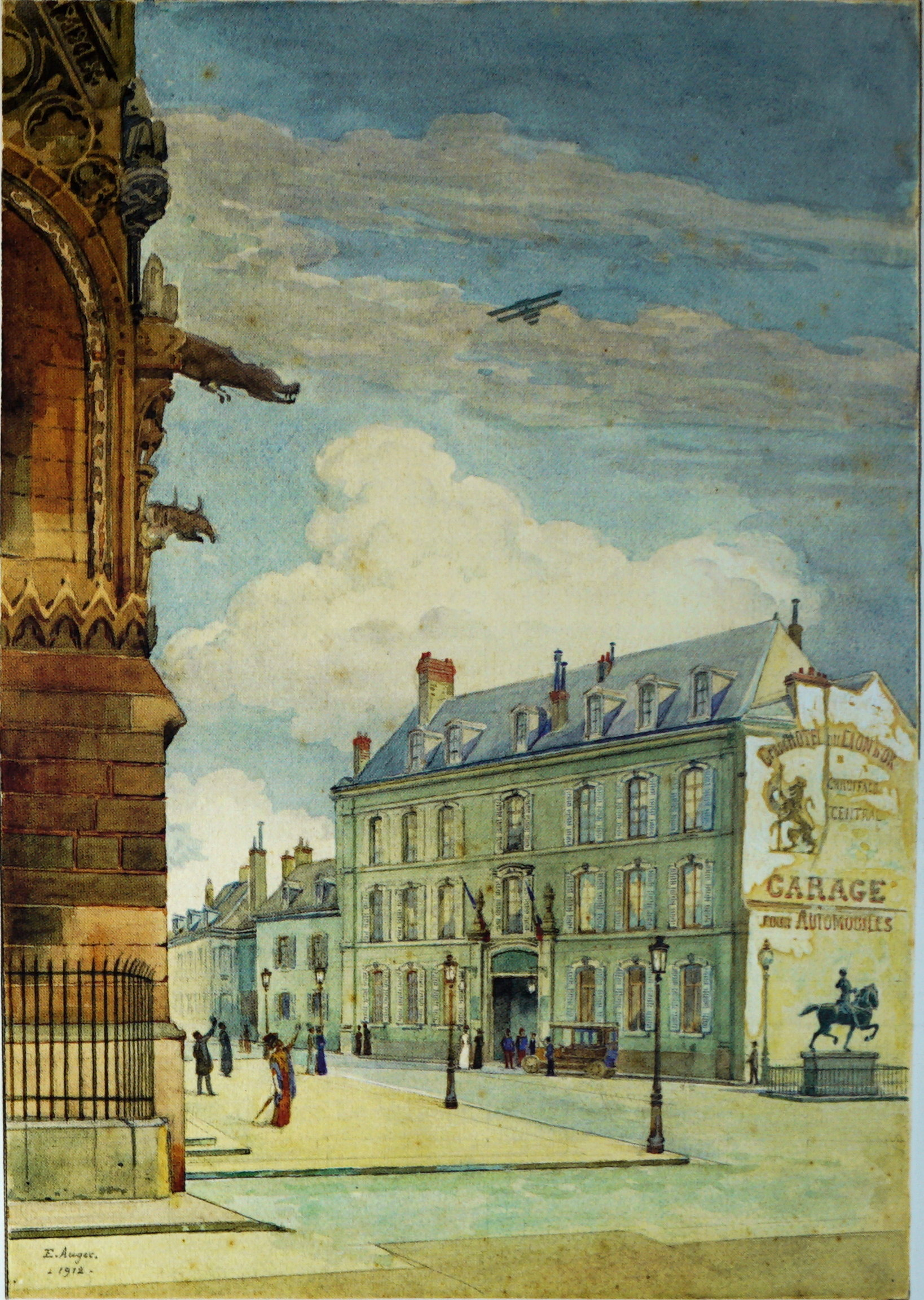
cathédrale et hôtel du lion d'or en 1912 par Eugène Auger.

### Bâtiments célèbres ayant disparu
L'hôtel du Lion d 'or avait une forte réputation, ainsi que la Maison de la Chrétienté et l'Hôtel dieu.

## Bâtiments remarquables et lieux de mémoire

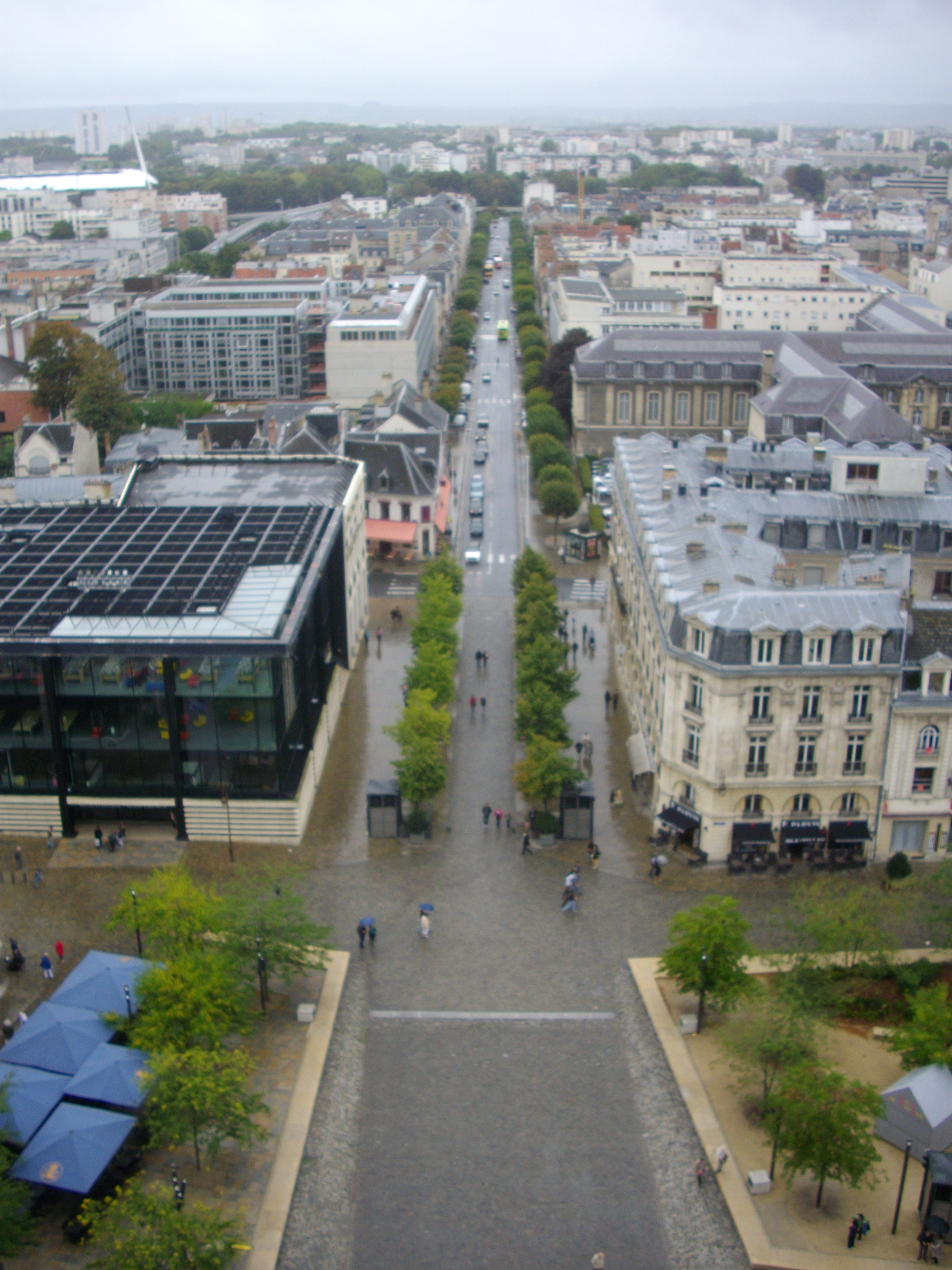
La place, vers la médiathèque, la rue Libergier, la Vesle.
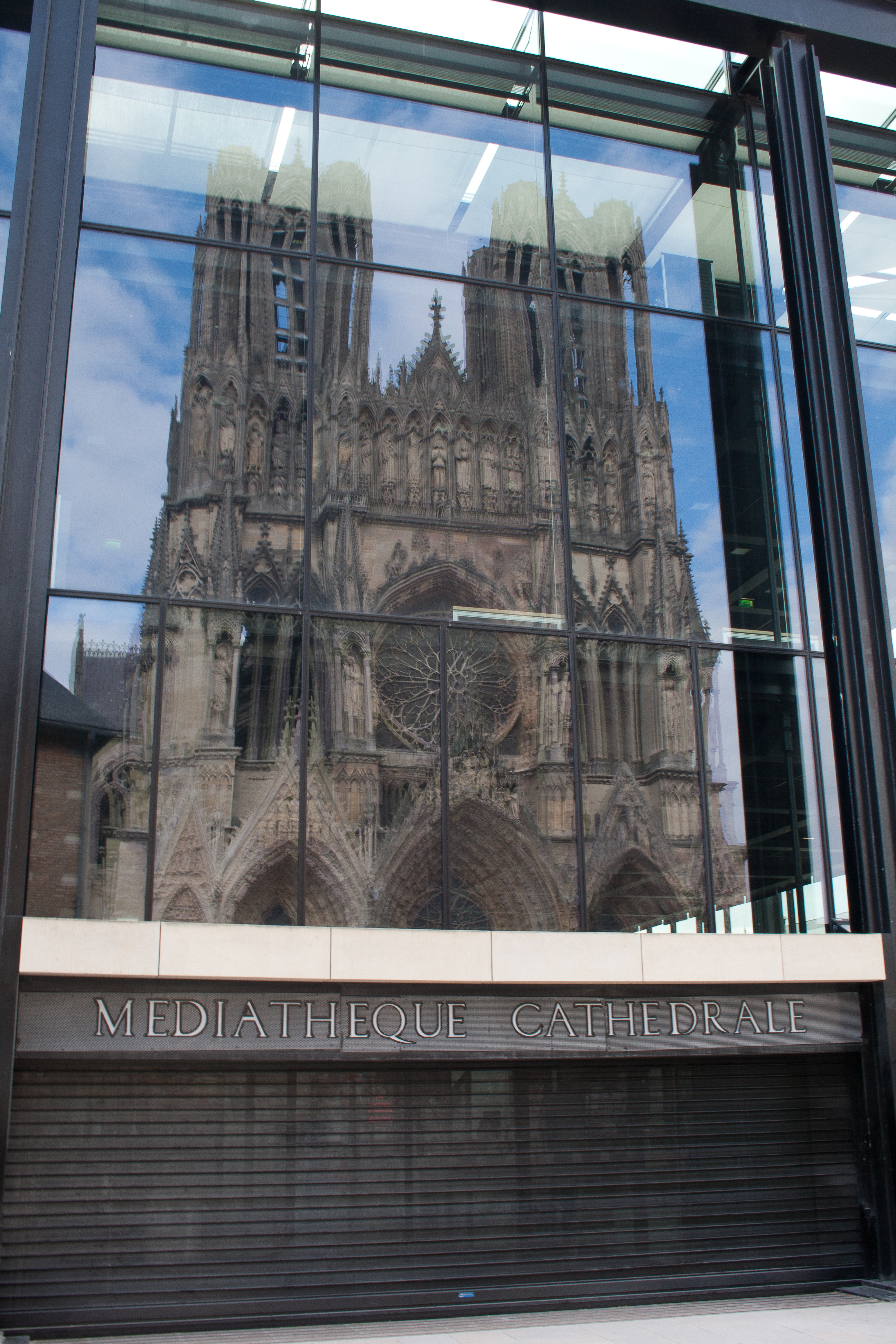
La cathédrale dans la façade de la Médiathèque Jean Falala.
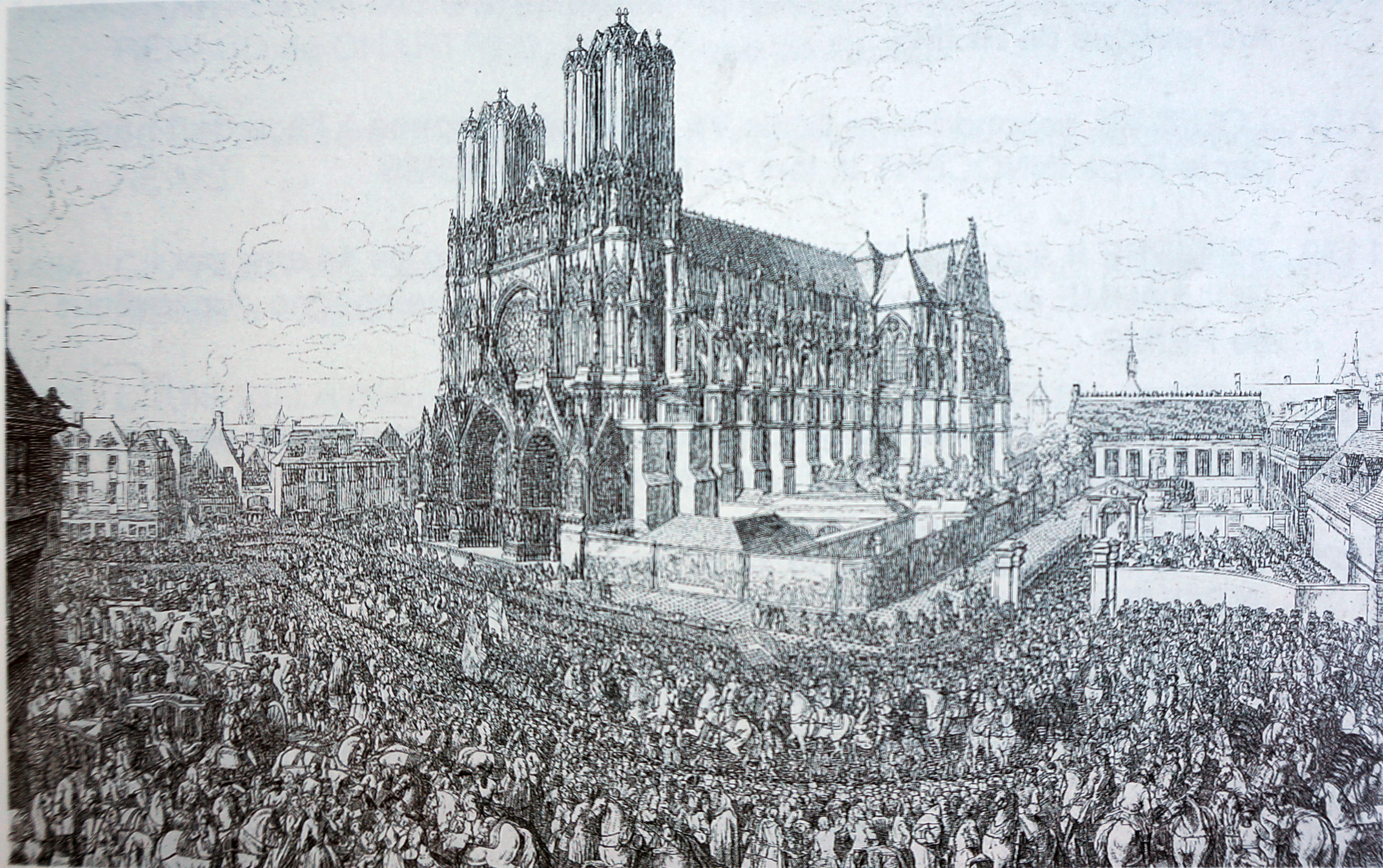
Lors de la cavalcade pour le sacre de Louis XV.
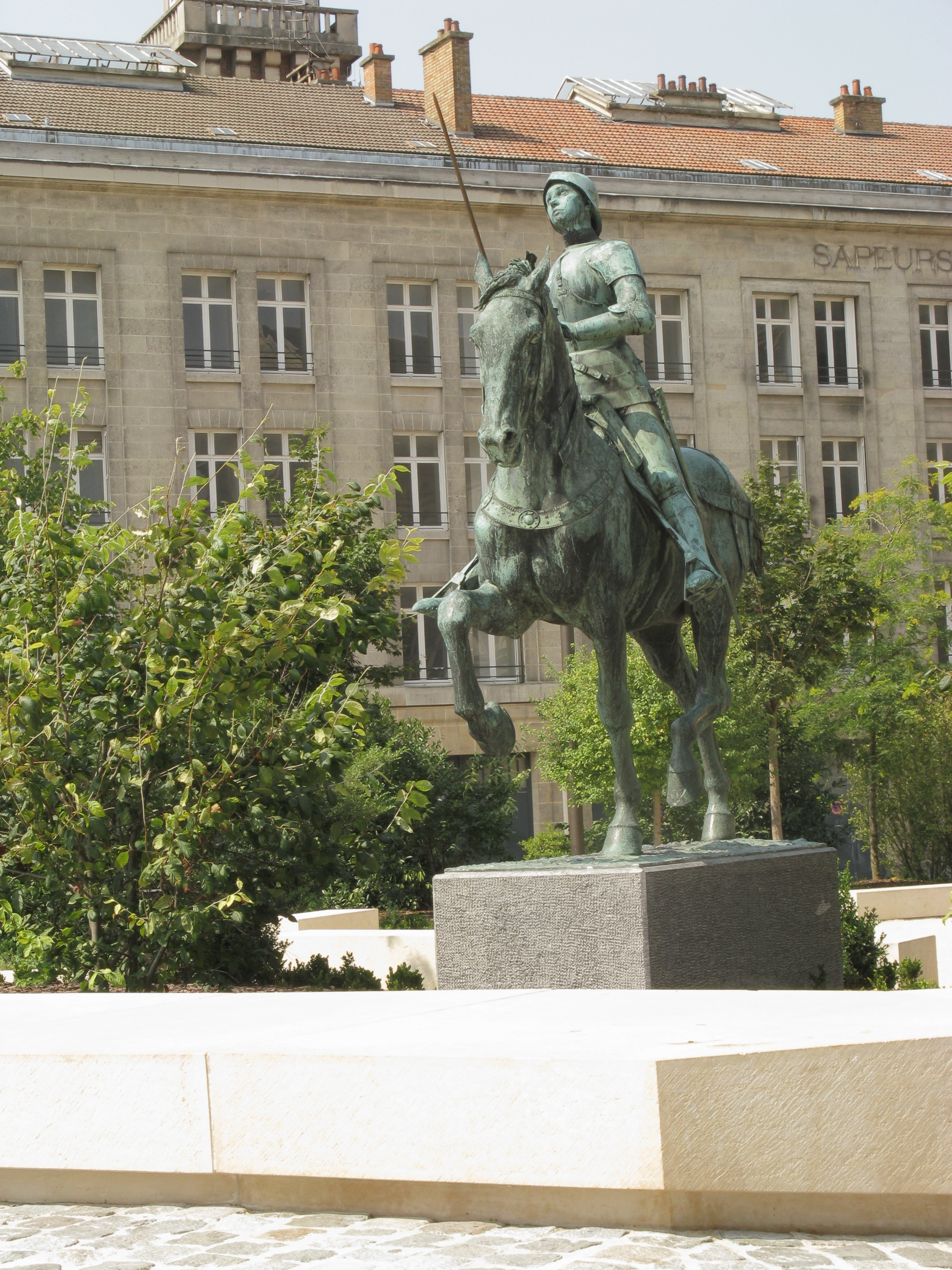
La statue de Jeanne et le théâtre.
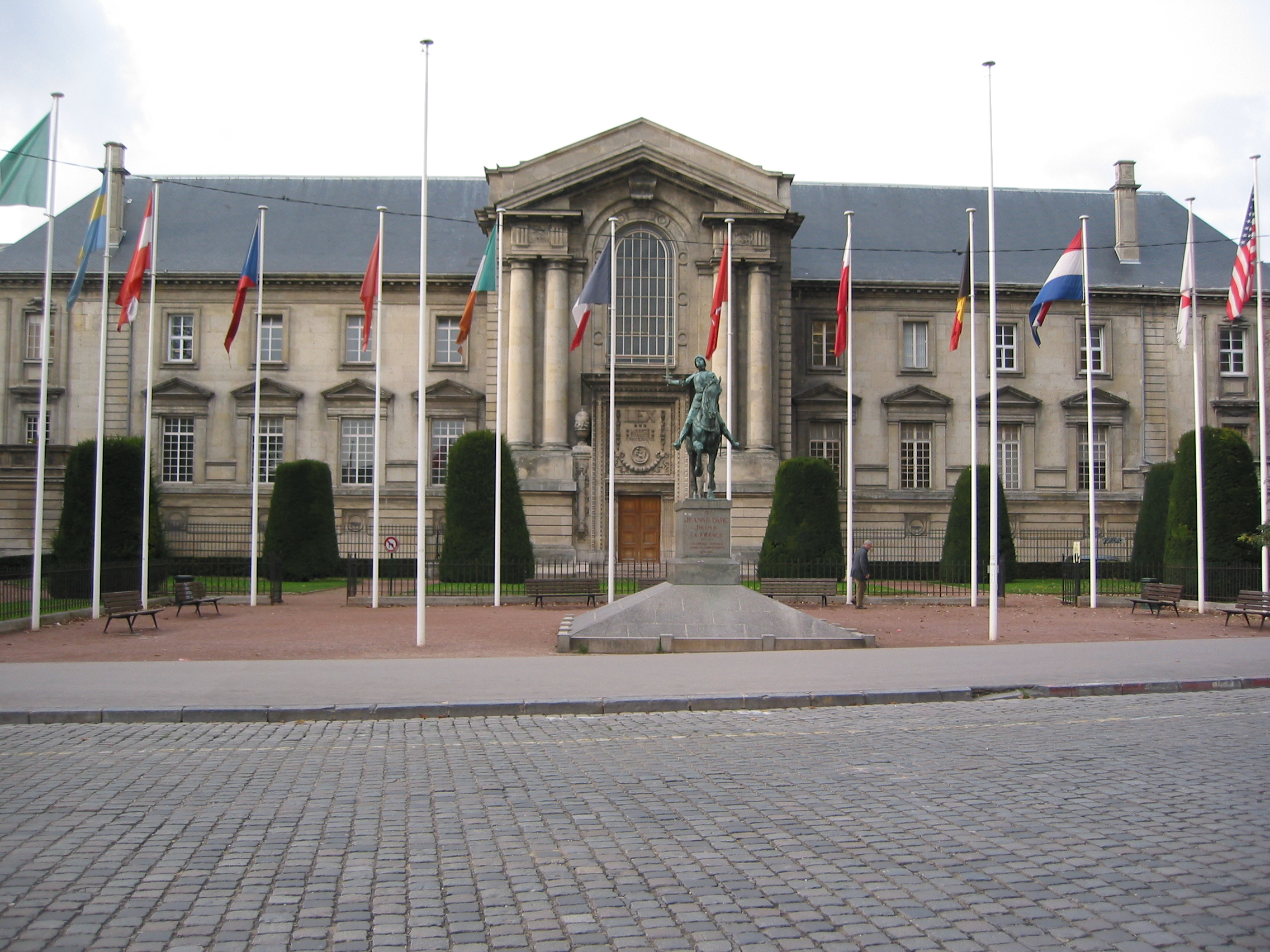
Le palais de Justice.